# Sadlerochit River
Der Sadlerochit River ist ein etwa 128 km langer Zufluss der Beaufortsee im Bereich der North Slope im Nordosten des US-Bundesstaats Alaska.

## Verlauf
Der Sadlerochit River entspringt in den Franklin Mountains, ein Gebirgszug der Brookskette, auf einer Höhe von etwa 1650 m. Er fließt anfangs in nördlicher Richtung durch das Bergland. Bei Flusskilometer 92 wendet sich der Fluss in Richtung Ostnordost und fließt 40 km entlang der Südostflanke der Sadlerochit Mountains. Bei Flusskilometer 69 trifft der Kekiktuk River rechtsseitig auf den Sadlerochit River. Bei Flusskilometer 50 biegt der Sadlerochit River nach Norden ab und durchquert in der Folge das Küstentiefland. Der Sadlerochit River bildet nun einen verflochtenen Fluss. Der Sadlerochit River mündet schließlich in eine Lagune, die durch mehrere Sandstreifen von der Camden Bay und der Beaufortsee getrennt wird.

## Einzugsgebiet
Das etwa 1890 km² große Einzugsgebiet des Sadlerochit River befindet sich im Arctic National Wildlife Refuge. Es grenzt im Osten an das Einzugsgebiet des Hulahula River, im Westen an das des Canning River sowie im Nordwesten an die Einzugsgebiete von Katakturuk River, Marsh Creek und Carter Creek.

## Namensgebung
Der Flussname leitet sich von einem Eskimo-Wort mit der Bedeutung „das Gebiet außerhalb der Berge“ ab. Der Flussname wurde 1912 von Leffingwell gemeldet.